# Wale
Olubowale Victor Akintimehin (Washington D. C., 21 de septiembre de 1984), conocido artísticamente como Wale ( /ˈwɔːleɪ/ WAH lay), es un rapero, cantante y compositor estadounidense. Se hizo conocido por primera vez por su canción de 2006 "Dig Dug (Shake It)", que se hizo popular en su ciudad natal y llevó a Wale a ganar mayor reconocimiento local. Wale firmó con Allido Records del DJ y productor Mark Ronson en 2007, y después de una guerra de ofertas entre tres sellos, entró en una empresa conjunta con Interscope Records al año siguiente. Durante este tiempo, los mixtapes y sencillos de Wale atrajeron la atención nacional cuando apareció en MTV y en varias revistas enfocadas en los negros estadounidenses.
Su álbum de estudio debut de Wale, Attention Deficit (2008), que no tuvo suficientes ventas y, por lo tanto, tuvo un rendimiento comercial inferior, pero tuvo una recepción crítica positiva y generó su primera entrada en el Billboard Hot 100 con su sencillo principal, "Chillin" (con Lady Gaga). Continuó ganando reconocimiento con su aparición como invitado junto a Roscoe Dash en el sencillo de 2010 de Waka Flocka Flame, "No Hands", que alcanzó el puesto número 13 en la lista y recibió la certificación de diamante de la Recording Industry Association of America (RIAA). Luego firmó con Maybach Music Group del rapero Rick Ross, con sede en Florida, un sello de Warner Records, al año siguiente para lanzar su segundo álbum, Ambition (2011). Con el respaldo del sencillo nominado al premio Grammy " Lotus Flower Bomb" (con Miguel), que se encuentra entre los 40 mejores, el álbum tuvo más éxito crítico y comercial, y alcanzó el puesto número dos en el Billboard 200. Su tercer y cuarto álbum, The Gifted (2013) y The Album About Nothing (2015) debutaron en la cima de la lista. El primer sencillo del álbum, "Bad" (con Tiara Thomas), alcanzó el puesto número 21 en el Billboard Hot 100, y sigue siendo su entrada más alta en la lista como artista principal.
Luego, Wale se inclinó por temas más livianos y suaves, de orientación comercial y con un atractivo femenino más amplio para sus siguientes álbumes Shine (2015), Wow... That's Crazy (2019) y Folarin II (2022), de los cuales surgieron los sencillos que figuraron en el Billboard Hot 100 "My PYT", "On Chill" (con Jeremih) y "Poke It Out" (con J. Cole), respectivamente. Folarin II fue su último álbum con Maybach Music Group, y firmó con Def Jam Recordings al año siguiente de su lanzamiento.

## Biografía
Olubowale Victor Akintimehin nació el 21 de septiembre de 1984 en Washington D. C. Sus padres eran ambos del grupo étnico yoruba del suroeste de Nigeria y llegaron de Austria a los Estados Unidos en 1979. La familia de Wale vivió primero en el barrio de Brightwood en el noroeste de Washington D. C., y luego se mudó al Condado de Montgomery, en Maryland, cuando Wale tenía 10 años. En 2002, se graduó de la Quince Orchard High School en Gaithersburg y se mudó a Largo en el condado de Prince George. Wale asistió a la Universidad Robert Morris y a la Universidad Estatal de Virginia con becas de fútbol, y luego se transfirió a la Universidad Estatal de Bowie. Sin embargo, abandonó sus estudios por razones académicas. El amor de Wale por el fútbol americano y el equipo conocido entonces como Washington Redskins dio lugar a un rumor de que Wale tenía un tatuaje del ala cerrada Chris Cooley. Es primo del actor Gbenga Akinnagbe, mejor conocido por interpretar a Chris Partlow en The Wire de HBO.

## Carrera

### Comienzos de su carrera
Su primera canción grabada, llamada "Rhyme of the Century", se convirtió en su primera canción en sonar en la radio local. En 2006, apareció en la columna "Unsigned Hype" de la revista 'The Source' y más tarde firmó con un sello local, Studio 43. La canción "Dig Dug (Shake It)" se hizo popular en Washington D. C., Maryland y Virginia, y fue un homenaje a Ronald "Dig Dug" Dixon, quien era percusionista de la banda de go-go Northeast Groovers. La canción se convirtió en una de las canciones más solicitada en la historia de la radio de su ciudad, y Wale fue el primer artista local en ser aclamado desde DJ Kool a principios de la década de 1990. La canción fue incluida en el primer mixtape de Wale, Paint a Picture.
En julio de 2006, Wale encontró representación en Daniel Weisman, un ex DJ y promotor de club que no tenía experiencia previa en gestión. Un amigo de Washington D. C. le había dado información sobre el rapero a Weisman y se puso en contacto con él a través de Myspace. En septiembre de 2006, después de lanzar otro sencillo con influencia go-go, llamado "Breakdown" (muestreado de "Sexy Girl" de Huck-A-Bucks ) que recibió una mención en The Washington Post, Wale lanzó su primer sencillo original no go-go, llamado "Uptown Roamers". El 14 de septiembre de 2006, "Uptown Roamers" debutó en XM Radio Canal 66, donde se reprodujo dos veces en un día. Tanto "Breakdown" como "Uptown Roamers" estaban en el segundo mixtape de Wale, Hate Is the New Love. La canción "Breakdown" apareció en el videojuego Madden NFL 09. Wale ganó el premio al "Artista Revelación del Año de DC Metro" en los Premios Go-Go de WKYS en noviembre de 2006. El 15 de diciembre, el editor asociado de la revista The Fader, Nick "Catchdubs" Barat, visitó a Wale para una entrevista y una sesión de fotos, que apareció en la edición de marzo de 2007 de The Fader. El gerente Weisman le dijo a HitQuarters que la fundación Fader, dada la orientación de la revista a la música, la cultura y la moda, sentó una base importante para que Wale se posicionara como un "artista de hip-hop genial, inteligente y prometedor que podría ser como Drake".

### 2007-2009: Atención nacional y fichajes con importantes sellos discográficos
En enero de 2007, Wale lanzó un nuevo sencillo en la radio llamado "Good Girls", producido por Gerard Thomas y Demario Bridges para TeamMusicGroup (LeTroy Davis). Más tarde, Wale apareció en el remix de Mark Ronson de "Smile" de Lily Allen, y fue cabeza de cartel en la gira de Ronson por el Reino Unido en ese año promocionando su segundo álbum, Version. En junio de 2007, Wale firmó un contrato de producción con Allido Records de Ronson. Wale lanzó su tercer mixtape, 100 Miles & Running, el 11 de julio, como descarga gratuita en su página de Myspace. Este mixtape incluye colaboraciones de Mark Ronson, Daniel Merriweather, Amy Winehouse y Lily Allen. Se estrenó el mismo día de su actuación en el Highline Ballroom, en Manhattan. El espectáculo Highline fue para promocionar el lanzamiento en Estados Unidos del álbum de Mark Ronson e incluyó actuaciones de Mark Ronson, Wale, Saigon y Daniel Merriweather. Estuvieron presentes Jay-Z, Beyoncé, Kanye West, Maroon 5, Clive Davis, Eve y Danny Masterson. Allí, Wale fue entrevistado por el corresponsal de MTV News, JD Tuminski, para su primer reportaje televisivo nacional el 16 de agosto Con Ronson, Wale interpretó "WALEDANCE", un remix de "DANCE" de Justice, del mixtape 100 Miles de Wale, en los MTV Video Music Awards de 2007 en Las Vegas. El Washington Post publicó un perfil de Wale en la portada de la sección Sunday Style de la edición del 21 de octubre de 2007. También apareció en la portada del número 150 de URB junto con el grupo electro francés Justice.
En marzo de 2008, Wale firmó un acuerdo de empresa conjunta con Allido Records de Mark Ronson e Interscope, uniéndose a Rhymefest y Daniel Merriweather como artistas de Allido. Epic Records, Atlantic Records y Def Jam compitieron para fichar a Wale. El 30 de mayo, Wale lanzó su cuarto mixtape The Mixtape About Nothing, producido en gran medida por Best Kept Secret. Wale dijo que el programa de televisión Seinfeld inspiró The Mixtape About Nothing: "el 'diálogo honesto' del programa de televisión refleja su estilo lírico, que frecuentemente hace referencia a la cultura popular y la política mientras evita la fanfarronería del rap gángster". Después de firmar con Interscope, Wale comenzó a grabar pistas para su debut. En una entrevista de 2008 con Express, un periódico publicado por Washington Post Company, Wale anunció que estaba grabando una canción con Chrisette Michele llamada "Shades", que habla sobre el racismo entre negros. Wale y el rapero Young Chris del dúo de rap Young Gunz también comenzaron a hacer planes para un mixtape en colaboración. En septiembre de 2008, Wale apareció en un remix de "Fuck the Industry" de Solange. También apareció junto a Lupe Fiasco y Kardinal Offishall en el sencillo "Dope Boys" de su compañero de sello Interscope, DJ Greg Street, que samplea el clásico de hip hop TROY.

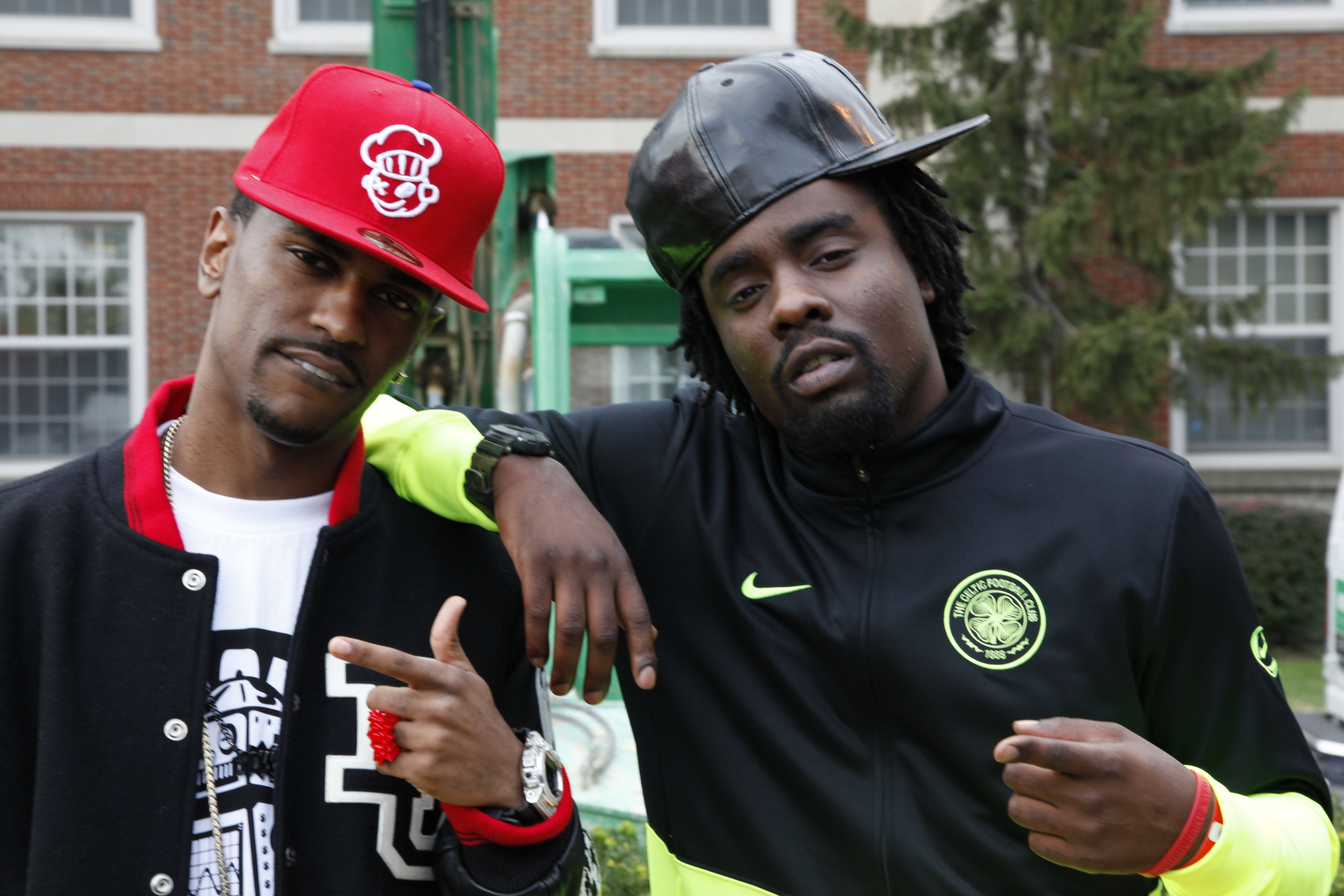
Wale (derecha) y su compañero rapero Big Sean en 2009

El 19 de junio de 2009, Wale lanzó su quinto mixtape, Back to the Feature, en el que once de las pistas fueron producidas por 9th Wonder, con contribuciones también de Mark Ronson y otros. El título del álbum, un juego de palabras con el nombre de la película Back to the Future, se refería al hecho de que una larga lista de raperos se unieron a Wale en las canciones, incluidos K'naan, Tamere Guess, Talib Kweli, Joell Ortiz, Beanie Sigel, Curren$y, J. Cole y Bun B. El mixtape recibió críticas positivas de la revista Vibe y el sitio web Pitchfork Media, pero Colin McGowan de Cokemachineglow comentó que no representaba "un paso adelante o atrás [para el artista] tanto como gritar en el lugar". Wale hizo una actuación invitada en "Change", una canción del cantautor australiano Daniel Merriweather. Fue escrito por Merriweather y Andrew Wyatt y producido por Mark Ronson. Se lanzó el 30 de enero de 2009 en Estados Unidos y Canadá, y el 2 de febrero de 2009 en el Reino Unido (donde la canción alcanzó el puesto número 8). La canción está incluida en el álbum de Merriweather Love & War. El 13 de septiembre, Wale y los músicos de DC de UCB (Uncalled 4 Band) actuaron como la banda oficial de la casa para los MTV Video Music Awards de 2009.

### 2009-2010:Attention Deficit
Lanzado el 10 de noviembre de 2009, el álbum debut de Wale, Attention Deficit, tuvo una recepción principalmente positiva. Metacritic, que asigna una puntuación estandarizada sobre 100, calificó el álbum con 77 basándose en 21 reseñas. Debutó en el puesto número 21 del Billboard 200 y vendió 28.000 copias en su primera semana. Interscope afirmó que el LP se envió por menos de lo esperado y que esa era la razón de las bajas cifras de ventas. Daniel Weisman, mánager de Wale, afirmó que Interscope no envió suficientes copias del álbum. El primer sencillo de Attention Deficit fue "Chillin" (con Lady Gaga ), seguido de "Pretty Girls" con Gucci Mane y Weensey y "World Tour" (con Jazmine Sullivan). Otros artistas invitados en el álbum incluyen a Pharrell Williams, Bun B, Chrisette Michele, K'Naan, Marsha Ambrosius, J. Cole y Melanie Fiona. En marzo de 2010, Wale anunció que él y K'Naan iniciarían una breve gira conjunta por la costa este de los Estados Unidos, que comenzaría a fines de marzo en la ciudad de Nueva York. Durante este tiempo, Wale también estuvo en el estudio con Gucci Mane, Waka Flocka Flame, Roscoe Dash, Sean Garrett y Drumma Boy.
En mayo de 2010, Wale canceló abruptamente una actuación programada en DC Black Pride, un evento anual del orgullo gay negro. En un correo electrónico al organizador del evento, el representante de Wale afirmó que no sabía que era un evento gay cuando aceptó actuar. Sin embargo, el 28 de mayo se anunció que actuaría de forma gratuita.
El 3 de agosto de 2010, Wale lanzó su sexto mixtape, More About Nothing, una continuación de su aclamado The Mixtape About Nothing, bajo la administración de The Board, un sello independiente cofundado con el ejecutivo de marketing Le'Greg O. Harrison. Presentado por DJ Omega, More About Nothing arrasó en Internet y tuvo más de 100.000 descargas en 90 minutos. More About Nothing integra de manera creativa material de comedia con rimas y juegos de palabras para presentar las frustraciones de Wale en su difícil lucha por alcanzar la aceptación y el éxito general. Las canciones incluyen como colaboradores a artistas como Wiz Khalifa, Waka Flocka, Daniel Merriweather, UCB, Tiara Thomas, Black Cobain y Fat Trel, así como el jugador de la NBA y nativo de DC Kevin Durant. En la segunda mitad de 2010, inspirado por el proyecto GOOD Fridays de Kanye West, Wale relanzó una canción de uno de sus mixtapes anteriores para descarga gratuita en su propio sitio web todos los jueves, llamando a esta iniciativa "Throwback Thursday". Los invitados a esas pistas incluyeron a Bun B, Pusha T, John Mayer, Lil Wayne y K'Naan.

### 2011: Fichado por MMG yAmbition

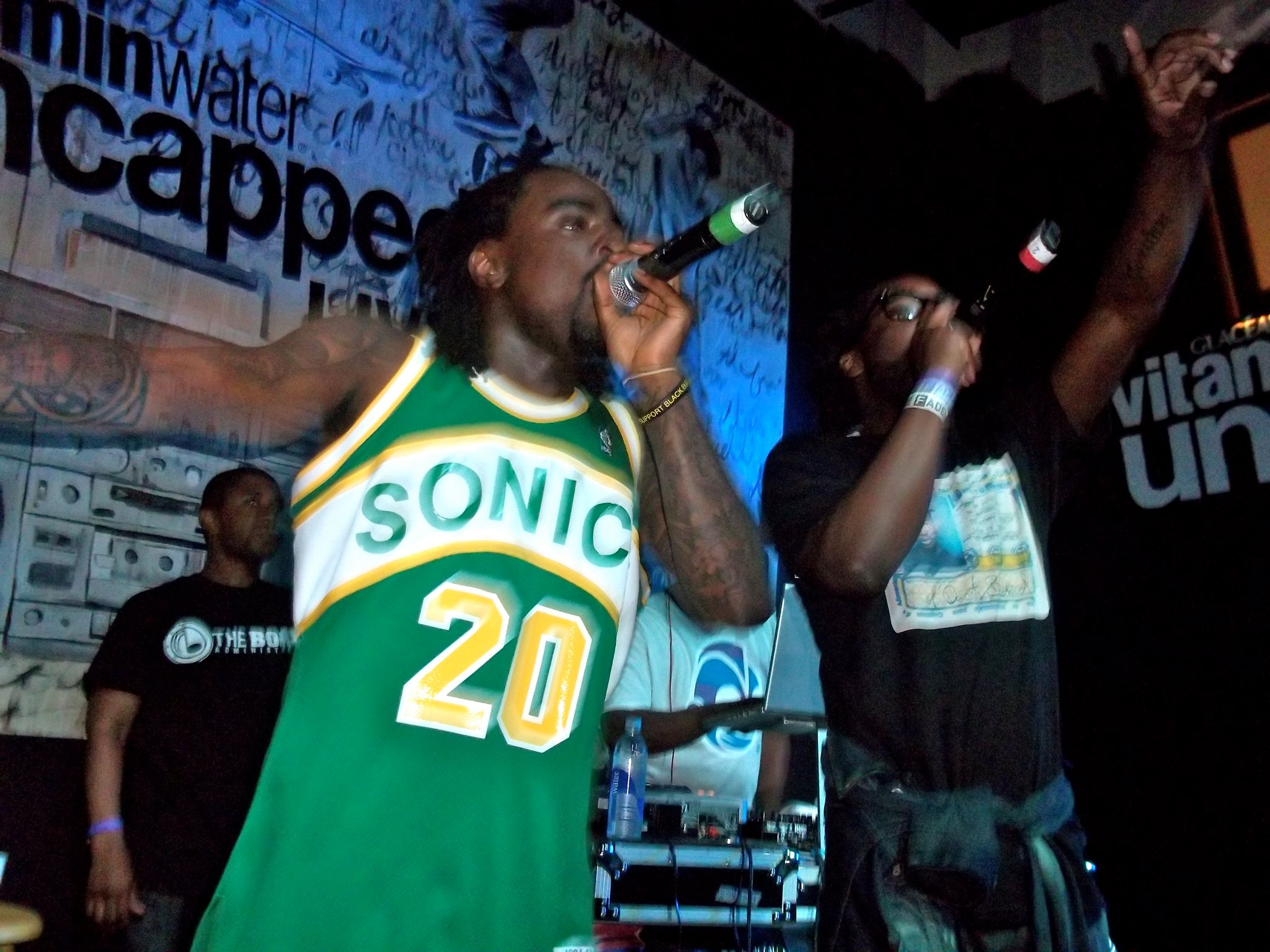
Wale actuando con Black Cobain en su ciudad natal Washington D. C. en 2011

El 5 de febrero de 2011, durante el Super Bowl XLV, Wale anunció su asociación con Maybach Music Group del artista Rick Ross. Afirmó que aún podrá seguir sacando la música en la que cree, con el apoyo de Rick Ross. En 2009, Wale firmó con Roc Nation de Jay-Z para su representación, junto con otros artistas como J. Cole, Mark Ronson, Melanie Fiona y Rihanna. El 6 de mayo de 2011, Wale compartió planes con MTV Networks sobre el posible lanzamiento de dos álbumes en 2011. Más tarde, en ese mismo mes, confirmó el proceso de preproducción de Ambition, su segundo álbum, programado para lanzarse en otoño de 2011 bajo Maybach y Warner Music Groups. La producción de Ambition se llevó a cabo en ZAC Recording en Atlanta, Georgia, con el productor de The Board Administration, Tone P. La anticipación de Ambition fue incitada por el lanzamiento y la fuerte promoción viral del mixtape, The Eleven One Eleven Theory, realizado bajo el sello de Wale, The Board Administration. Eleven One Eleven Theory debutó el 17 de agosto de 2011 en Life and Times en honor al hito de Twitter de Wale de alcanzar un millón de seguidores y se hizo deliberadamente con la intención de crear una anticipación generalizada para la fecha de lanzamiento programada para el 1 de noviembre de Ambition. Esta estrategia de marketing fue una creación del director ejecutivo de The Board Administration, Le'Greg O. Harrison, y se ejecutó mediante una inteligente integración de las redes sociales, lo que dio como resultado el primer cierre del conocido sitio de intercambio de archivos Hulkshare en los primeros 4 segundos de publicar el enlace. Wale es el primer artista mainstream que aparece oficialmente en Hulkshare.
El 7 de septiembre de 2011, Wale anunció planes para una gira nacional de 32 ciudades lamada The Ambition Tour, que comenzó el 2 de octubre de 2011 en Minneapolis, Minnesota, y continuó hasta diciembre de 2011. El artista Black Cobain actuó como telonero oficial de cada fecha y fue seguido por una rotación de varios artistas en mercados selectos que incluyeron: Rick Ross, J. Cole, Meek Mill, Pusha T, Big Sean, Miguel y más. El tour fue reservado por la NUE Agency. El 28 de septiembre de 2011, Wale reveló que Ambition estaba completo y lanzó el sencillo "Lotus Flower Bomb", con Miguel en Twitter. El 29 de septiembre de 2011, Funk Master Flex estrenó la canción de Wale "Tats on my Arms", con Rick Ross. Al día siguiente, Wale lanzó la portada del álbum Ambition. El 14 de octubre, Wale lanzó el sencillo "Focused", con Kid Cudi. La lista oficial de canciones de Ambition incluye 15 canciones. La Junta de Administración lanzó una sólida campaña en las redes sociales que integra una estrategia y un conocimiento nunca antes vistos para promover Ambition de manera viral. La campaña promocional incluyó un documental de cinco partes sobre el "making of", una campaña de Twitter centrada en un bombardeo de hashtags, apropiadamente llamado #Ambition, nuevos lanzamientos diarios de música y videos de Wale y materiales promocionales para comprar a través de Warner Music Group y Maybach Music Group, como pulseras y camisetas gráficas de Ambition. Estos esfuerzos también fueron apoyados por episodios televisados del "making of" a través de cadenas como MTV, que presentó Sucker Free Road to Release. El elemento nunca antes visto de la campaña promocional de Ambition de Wale incluyó una asociación formada entre el sitio de intercambio de archivos más popular en la actualidad, Hulkshare, y The Board Administration. Más de 3 millones de personas frecuentan Hulkshare diariamente, y a través de esta colaboración pudieron ver anuncios de banner en prácticamente todas las páginas de descarga de Hulkshare flanqueados por el perfil de Wale y un reloj que cuenta los días, horas, minutos y segundos hasta el lanzamiento del álbum.
El 27 de octubre de 2011, Wale presentó un fragmento de muestra de Ambition en YouTube para que la gente pudiera obtener una vista previa del álbum. Más tarde ese mismo día, un evento privado de escucha de medios de Ambition, celebrado en el Hotel Gansevoort de Chelsea, Nueva York, contó con la presencia de ejecutivos musicales, blogueros, varios artistas y fanáticos del hip hop. El 2 de noviembre de 2011, Myspace y Hot 97 presentaron un espectáculo gratuito de lanzamiento de Ambition de medianoche con Wale y sus amigos en The Highline Ballroom en la ciudad de Nueva York. El evento fue organizado por Miss Info y contó con la participación especial del DJ Funkmaster Flex. El álbum debutó en el número dos en el Billboard 200, vendiendo 162.600 copias en su primera semana. El álbum recibió inicialmente críticas mixtas, incluida una negativa en el periódico local Washington City Paper de Wale. Sin embargo, el álbum actualmente tiene una puntuación de 69/100 en Metacritic, lo que significa "críticas generalmente favorables".

### 2012-2017:The Gifted,The Album About Nothing,Shine
El 25 de noviembre de 2011, poco después del lanzamiento de Ambition, Wale anunció en Twitter que ya había comenzado a trabajar en su tercer álbum. En una entrevista con UpVenue en enero de 2012, Wale confirmó el tercer álbum y dijo que el enfoque estaría en su crecimiento como persona. En junio, apareció en el segundo álbum de estudio de Maybach Music Group, Self Made II. Lanzó un tráiler de su mixtape Folarin el 6 de diciembre. Folarin, presentado por DJ Clark Kent, se lanzó el 24 de diciembre. El mixtape contó con la participación de Rick Ross, 2 Chainz, Scarface, Nipsey Hussle, French Montana, Tiara Thomas, Lightshow y Trinidad James, con producción de Hit-Boy, Jake One, Cardo, Diplo, Beat Billionaire y Rico Love, entre otros. Por esta época, Wale también comenzó a trabajar en su tercer álbum de estudio, que según afirmó se lanzaría en 2013.
Al hablar de su tercer álbum de estudio, Wale dijo: "Va a tener un sonido muy, muy conmovedor", y dijo que el primer sencillo, "Bad", "es un buen indicio de la dirección que voy a tomar con este proyecto". El lanzamiento del álbum estaba previsto para el 25 de junio de 2013, y su cuarto álbum llegaría un par de meses después. Wale anunció que estaba colaborando con Jerry Seinfeld en su cuarto álbum de estudio, que se titularía The Album About Nothing. Más tarde dijo que también colaboraría con el productor No ID en el álbum y que también lanzaría un mixtape en colaboración con Meek Mill en algún momento durante 2013.
En diciembre de 2012, Wale anunció sus planes de lanzar un álbum Go-Go: "Quiero hacer el álbum por mí. Esta es la segunda vez que lo anuncio, pero voy a hacer un álbum Go-Go después de mi álbum. Y cuando digo Go-Go no me refiero a un Go-Go cursi. Será una secuencia. Probablemente rapearé solo el 40 % del álbum, pero sacaré el sonido".
Para generar expectativa por The Gifted, Wale lanzó "Sight of the Sun", un remix de una canción del mismo nombre de Fun. Esto fue similar a las canciones "Bittersweet" y "Fly Away", que lanzó antes de Attention Deficit. El 9 de septiembre de 2014, Wale lanzó "The Body", con la participación del cantante estadounidense Jeremih, como el primer sencillo de su álbum The Album About Nothing. El 17 de noviembre de 2014, Wale anunció una gira de 31 días por Estados Unidos, titulada Simply Nothing Tour, para promocionar su próximo álbum de 2015 The Album About Nothing. El 24 de diciembre de 2014, Wale lanzó el mixtape Festivus, que tiene como tema principal la festividad de Seinfeld. Entre las colaboraciones se incluyen Chance The Rapper, A$AP Ferg y Pusha T, entre otros.
El 31 de marzo de 2015, Wale lanzó su cuarto álbum de estudio The Album About Nothing, en el que participaron Jerry Seinfeld, J. Cole, Usher y SZA. Se convirtió en su segundo álbum número uno en los Estados Unidos. Al mes siguiente, se reveló que Wale sería el próximo productor ejecutivo del próximo álbum colaborativo de Maybach Music Group, Self Made 4. También grabó el tema musical original para el popular programa de entrevistas deportivas de ESPN First Take, que cuenta con la participación de los periodistas/panelistas Stephen A. Smith, Max Kellerman y la moderadora/presentadora Molly Qerim. El programa de dos horas, que se transmite dos veces al día a las 10 a. m. y a la 1 p. m. en ESPN, presenta el tema de Wale al comienzo del programa.
El 28 de abril de 2017, se lanzó el quinto álbum de estudio de Wale, Shine, que vendío 28.000 unidades en su primera semana.

### 2018-2021:It's Complicated,autopromoción, Warner Records,Free Lunch,Wow... That's CrazyyFolarin II
Después de separarse de Atlantic Records en febrero, Wale lanzó un EP sorpresa de cuatro pistas titulado It's Complicated el 13 de marzo de 2018. Dos meses después, lanzó un segundo EP titulado Self Promotion el 8 de mayo de 2018. El EP de cuatro pistas tuvo una única colaboración invitada: la cantante de R&B Jacquees. El 16 de mayo, se anunció que Wale había firmado con Warner Records. El 14 de septiembre, lanzó un tercer EP titulado Free Lunch, con apariciones especiales del cantante Eric Bellinger y su amigo y colaborador de mucho tiempo, J. Cole. En diciembre de 2018, Wale lanzó dos canciones, "Winter Wars" y "Poledancer". Su sexto álbum, Wow... That's Crazy se lanzó el 11 de octubre de 2019. Incluía el sencillo, " On Chill ". El 19 de junio de 2020, Wale lanzó un EP, The Imperfect Storm.
El 22 de octubre de 2021, Wale lanzó Folarin II, un álbum que sigue a su mixtape de 2012 Folarin.

### 2022-presente: Salida de MMG, firma con Def Jam y próximo octavo álbum de estudio
El 20 de octubre de 2023, se anunció públicamente que Wale había dejado Maybach Music Group después de pelearse con el jefe del sello Rick Ross y firmó con Def Jam Recordings. El mismo día que se anunció la noticia, Wale lanzó su primer sencillo para el sello, "Max Julien". Tres días después, se lanzó un vídeo musical de la canción.

## Estilo musical
En una entrevista con Flavorwire, Wale dijo que incorpora elementos de go-go en su música. Cyril Cordor de AllMusic describió el go-go como "una variante más cruda y basada en la percusión del disco" que se originó en el área de Washington D. C.. Los primeros sencillos de Wale contenían abundantes samples de discos go-go de los años 1990. En una reseña de Attention Deficit, David Jeffries de AllMusic comentó que Wale tenía un "estilo post-Kanye, post-Lil Wayne, alternativo y hardcore" y comentó que el sencillo de Wale "Chillin", en el que participó Lady Gaga, "está creado a partir de una muestra del éxito de 1969 "Na Na Hey Hey Kiss Him Goodbye".

## Vida personal

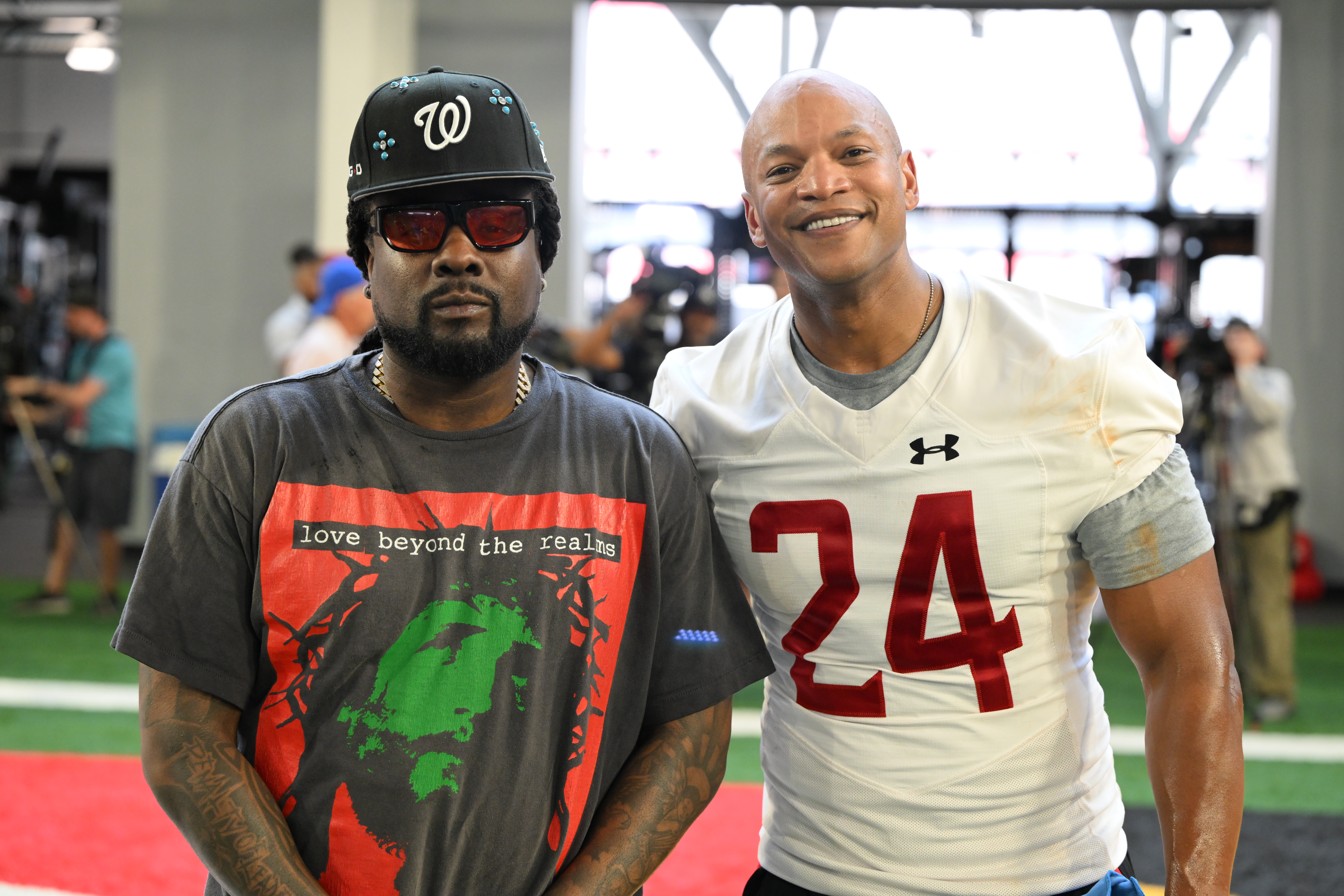
Wale y el gobernador de Maryland, Wes Moore, en el campo de entrenamiento de fútbol de los Maryland Terrapins, 2024

Wale es fanático de los Washington Commanders. También es un ávido fanático de la lucha libre profesional y ha hecho varias referencias a la lucha libre en sus canciones. Es el anfitrión de la WaleMania anual durante el fin de semana de WrestleMania y ha hecho varias apariciones en la televisión de la WWE, donde presentó una batalla de rap entre The New Day y The Usos en el episodio del 4 de julio de Smackdown Live en 2017, y fue el comentarista invitado durante la lucha de Noam Dar y TJP en 205 Live en 2018. Wale escoltó a los ex campeones en parejas de NXT The Street Profits al ring para su oportunidad por el título contra los campeones Bobby Fish y Kyle O'Reilly el 2 de octubre de 2019. En WrestleMania 37, escoltó al ex campeón Intercontinental Big E al ring contra el campeón Apollo Crews. Wale también interpreta la nueva canción principal de Big E como competidor de sencillos.

## Discografía
Álbumes de estudio
- Attention Deficit (2009)
- Ambition (2011)
- The Gifted (2013)
- The Album About Nothing (2015)
- Shine (2017)
- Wow... That's Crazy (2019)
- Folarin II (2021)

## Otros trabajos
Wale se asoció con el minorista de Filadelfia Ruvilla y ASICS para un producto llamado "Bottle Rocket" Asics Gel Lyte III en 2015. En 2016, volvió a colaborar con ASICS con un producto que incluye oro y tonos de negro y azul.

### Aparición en televisión
Wale interpretó a Chango en la temporada 3 de American Gods.